# 苗栗三堡
苗栗三堡，原稱竹南四堡，俗稱大甲堡，是台灣中北部自清治時期至日治初期的一個行政區劃，因為清代本堡地區，是屬於當時的苗栗縣管轄，所以稱為「苗栗三堡」。
本堡地區其範圍包括今臺中市的大甲區全部、大安區全部、外埔區全部、后里區全部，以及苗栗縣三義鄉南部一小塊地區。
苗栗三堡西邊瀕臨台灣海峽，北邊為苗栗二堡、苗栗一堡，東邊及東南邊為捒東上堡，西南邊為大肚上堡。

## 管轄街庄
苗栗三堡原轄60個街庄，1913年（大正二年）7月29日將鯉魚潭庄移至苗栗一堡，剩餘59個街庄：
- 今大甲區境內：大甲街、番仔藔庄、庄尾庄、橫圳庄、社尾庄、營盤口庄、山腳庄、外水尾庄、頂店庄、日南庄、日南社庄、五里牌庄、九張犁庄、銅安厝庄、船頭埔庄、頂後厝仔庄、西勢庄、雙藔庄、新庄仔庄、六塊厝庄、後厝仔庄
- 今大安區境內：中庄、南庄、南埔庄、東勢尾庄、福興庄、三塊厝庄、龜壳庄、溪洲庄、牛埔庄、三十甲庄、頂大安庄、田心仔庄、下大安庄、北汕庄、海墘厝庄、下腳踏庄、頂腳踏庄、松仔腳庄
- 今外埔區境內：六份庄、馬鳴埔庄、鐵砧山腳庄、大甲東庄、內水尾庄、磁磘庄、土城庄、廍仔庄
- 今后里區境內：墩仔腳庄、中和庄、舊社庄、四塊厝庄、月眉庄、圳藔庄、后里庄、牛稠坑庄、七塊厝庄、中社庄、公館庄、新店庄